# 日向住吉駅
日向住吉駅（ひゅうがすみよしえき）は、宮崎県宮崎市大字島之内にある、九州旅客鉄道（JR九州）日豊本線の駅である。
1917年（大正6年）から1929年（昭和4年）までは住吉村営人車軌道が接続していた。

## 歴史
- 1913年（大正2年）12月15日：次郎ヶ別府駅（じろがびゅうえき）として宮崎県営鉄道が開設[1][3]。
- 1914年（大正3年）8月1日：住吉村営人車軌道開業。
- 1917年（大正6年）9月21日：宮崎県営鉄道が国有化され鉄道院妻軽便線が所管。
- 1920年（大正9年）9月11日：宮崎本線所属に変更。
- 1929年（昭和4年）：住吉村営人車軌道廃止[1]。
- 1935年（昭和10年）10月1日：日向住吉駅に駅名改称[1][3]。
- 1962年（昭和37年）9月20日：貨物取扱廃止[3]。
- 1984年（昭和59年）2月1日：荷物扱い廃止[3]。
- 1987年（昭和62年）4月1日：国鉄分割民営化に伴い、九州旅客鉄道（JR九州）の駅となる[3]。
- 2011年（平成23年）3月12日：ダイヤ改正により特急「ひゅうが」の一部が停車開始。
- 2015年（平成27年）11月14日：ICカード「SUGOCA」の利用が可能となる[4]。
- 2021年（令和3年）3月12日：この日をもって特急「ひゅうが」の停車を終了[5]。
- 2022年（令和4年）4月1日：
  - 宮崎支社の発足により、鹿児島支社から同支社へ移管[6]。
  - 簡易委託駅となる。

## 駅構造
1線スルー構造の島式ホーム1面2線を有する地上駅。駅舎とホームは跨線橋で連絡している。木造駅舎を有するが改装されている。
地元のシルバー人材センターが駅業務を行う簡易委託駅であり、きっぷうりばが設置されている。
IC乗車カード「SUGOCA」の利用が可能で（相互利用可能ICカードはSUGOCAの項を参照）、簡易SUGOCA改札機が設置されている。SUGOCAの販売は行なっていない。
ICカードチャージ機が設置されている。

### のりば
| のりば | 路線      | 方向 | 行先     | 備考   |
| ------ | --------- | ---- | -------- | ------ |
| 1      | ■日豊本線 | 下り | 宮崎方面 | 本線   |
| 2      | ■日豊本線 | 上り | 延岡方面 | 待避線 |

- 特急待避のない上り列車は1番線、それ以外は2番線を使用する。なお、2021年3月12日まで当駅に停車していた特急「ひゅうが」は全て2番線に停車していた。

## 利用状況
2023年（令和5年）度の1日平均乗車人員は1,035人である。
近年の1日平均乗車人員の推移は以下の通り。
| 年度   | 1日平均 乗車人員 | 出典   |
| ------ | ---------------- | ------ |
| 1996年 | 892              | -      |
| 1997年 | 871              | -      |
| 1998年 | 817              | -      |
| 1999年 | 812              | -      |
| 2000年 | 790              | -      |
| 2001年 | 746              | -      |
| 2002年 | 731              | -      |
| 2003年 | 667              | -      |
| 2004年 | 701              | -      |
| 2005年 | 685              | -      |
| 2006年 | 699              | -      |
| 2007年 | 745              | -      |
| 2008年 | 824              | -      |
| 2009年 | 822              | -      |
| 2010年 | 786              | -      |
| 2011年 | 754              | -      |
| 2012年 | 784              | -      |
| 2013年 | 856              | -      |
| 2014年 | 847              | -      |
| 2015年 | 876              | -      |
| 2016年 | 858              | [ 9 ]  |
| 2017年 | 899              | [ 10 ] |
| 2018年 | 904              | [ 11 ] |
| 2019年 | 886              | [ 12 ] |
| 2020年 | 745              | [ 13 ] |
| 2021年 | 832              | [ 14 ] |
| 2022年 | 1,002            | [ 15 ] |
| 2023年 | 1,035            | [ 8 ]  |

## 駅周辺
- 日章学園中学校・高等学校
- 宮崎日本大学学園
- 住吉郵便局
- 宮崎市フェニックス自然動物園
- 国道10号
- 宮崎県道11号宮崎島之内線

## 隣の駅
九州旅客鉄道（JR九州）
■日豊本線
佐土原駅 - 日向住吉駅 - 蓮ヶ池駅